# Okręg wyborczy South Dorset
Okręg wyborczy South Dorset powstał w 1885 r. i wysyła do brytyjskiej Izby Gmin jednego deputowanego. Okręg obejmuje rejon Weymouth and Portland oraz dystrykt Purbeck w hrabstwie Dorset.

## Deputowani do brytyjskiej Izby Gmin z okręgu South Dorset
- 1885–1886: Henry Sturgis, Partia Liberalna
- 1886–1891: Charles Joseph Hambro, Partia Konserwatywna
- 1891–1906: William Brymer, Partia Konserwatywna
- 1906–1910: Thomas Scarisbrick, Partia Liberalna
- 1910–1922: Angus Hambro, Partia Konserwatywna
- 1922–1929: Robert Yerburgh, Partia Konserwatywna
- 1929–1941: Robert Gascoyne-Cecil, wicehrabia Cranborne, Partia Konserwatywna
- 1941–1962: Victor Monagu, wicehrabia Hinchingbrooke, Partia Konserwatywna
- 1962–1964: Guy Barnett, Partia Pracy
- 1964–1979: Evelyn King, Partia Konserwatywna
- 1979–1987: Robert Gascoyne-Cecil, wicehrabia Cranborne, Partia Konserwatywna
- 1987–2001: Ian Bruce, Partia Konserwatywna
- 2001– : Jim Knight, Partia Pracy